# Howard Leese
Howard Leese (Hollywood, 13 giugno 1951) è un chitarrista, tastierista e compositore statunitense conosciuto prevalentemente per aver fatto parte del gruppo Heart e per essere membro dei Bad Company.

## Biografia
Dopo aver studiato al City College di Los Angeles fondò una band chiamata The Zoo.
Nel 1973 divenne il primo chitarrista della band hard rock The Heart, grazie ad una demo inviata al loro produttore. ".
Negli anni successivi divenne anche produttore della band stessa, nella quale rimase fino al 1998, quando si unì alla Paul Rodger Band.
È stato anche uno dei membri del celebre supergruppo The Bad Company.
Nel 2009 fa il suo debutto discografico come solista, con l'album Secret Weapon.

## Discografia

### Discografia solista
- Secret Weapon, 2009